# Polytrichum robustiusculum
Polytrichum robustiusculum là một loài Rêu trong họ Polytrichaceae. Loài này được (A. Jaeger) Kindb. miêu tả khoa học đầu tiên năm 1888.